# Seznam osobností pohřbených na Vyšehradě
Toto je seznam některých osobností, které jsou pochovány na pražském Vyšehradě. Seznam obsahuje pouze osoby, které jsou pohřbeny na Vyšehradském hřbitově včetně Slavína. Nejsou zde zahrnuty osoby z panovnického rodu Přemyslovců (Vratislav II. a další), pochované v přemyslovské kryptě, která bývala součástí baziliky svatého Petra a Pavla.
V dubnu 2021 seznam obsahoval 403 osobností. Z těchto osobností se nejdříve narodil buditel a kněz Antonín Marek (* 1785) a první byl pohřben houslový virtuos Josef Slavík († 1833). Celkem 3 osobnosti zde byly pohřbeny v letech 1833–1849, 55 v letech 1852–1900, 132 v letech 1901–1950, 194 v letech 1951–2000 a 19 po roce 2000.

## A
- Rudolf Adámek (1882–1953), malíř, 8B-30
- Jiří Adamíra (1926–1993), herec, autor plastiky Olbram Zoubek, 10C-86
- Mikoláš Aleš (1852–1913), malíř, autor portrétní busty Bohumil Kafka, 12B-60
- Karel Ančerl (1908–1973), dirigent, 6D-59
- František Augustin (1846–1908), meteorolog, astronom a geograf, 13-19

## B
- Emanuel Babánek (1830–1900), vyšehradský purkmistr, 10A-22
- Otakar Bartík (1868–1936), tanečník a baletní mistr, 5E-88
- Václav Bartůněk (1899–1985), probošt Kapituly Všech svatých, 13-jeptišky
- Eduard Bass (1888–1946), novinář a spisovatel, 9A-10
- Edvard Beaufort (1860–1941), nakladatel, 14-39
- Václav Bednář (1905–1987), operní pěvec (Slavín)
- Otýlie Beníšková (1882–1967), herečka (Slavín)
- Bruno Bělčík (1924–1990), koncertní mistr České filharmonie, 6H-111
- Jiří Bělohlávek (1946–2017), šéfdirigent České filharmonie, 6-16
- Augustin Bělohoubek (1847–1908), chemik a vysokoškolský pedagog, 10D-123
- Václav Bělský (1819–1878), právník a pražský primátor, 2A-21
- Anna Bendová (1975–2008), herečka, 9-36
- Břetislav Benda (1904–1980), sochař, 3B-9
- Josef Beneš (1905–1979), politik a probošt Vyšehradské kapituly, 14-kaple
- Vincenc Beneš (1883–1979), malíř, 2A-9
- Hana Benoniová (1868–1922), herečka, 10C-74
- Josef Bican (1913–2001), fotbalista, busta od Stanislava Hanzíka, 7-2
- Popelka Biliánová (1862–1941), spisovatelka, 9D-92
- Beno Blachut (1913–1985), operní pěvec, 14-37
- Ema Blažková (1924–2003), malířka, ilustrátorka a sochařka, 12-8
- Jan Nepomuk Boháč (1888–1968), hudební skladatel a probošt vyšehradské kapituly, 14-kaple
- Ladislav Boháč (1907–1978), herec (Slavín)
- Karel Bradáč (1918–1973), spisovatel, 11B-66
- Albín Bráf (1851–1912), národohospodář a vysokoškolský pedagog, 14-10
- Libuše Bráfová-Riegrová (1860–1930), manželka Albína Bráfa, dcera Františka Ladislava Riegra, 14-10
- Richard Branald (1876–1950), herec a režisér, 11B-73
- Marie Branaldová (1887–1962), herečka, 11B-73
- František August Brauner (1810–1880), právník a politik, 6H-100
- Augusta Braunerová (1817–1890), mecenáška, žena Františka Braunera, matka Zdenky Braunerové, první zpopelněná Češka, 6H-100
- Zdenka Braunerová (1858–1934), malířka, 6H-100
- Jan Brdlík-Berlík (1892–1972), operní pěvec, 14-33
- Miroslav Brotánek (1916–1987), malíř, 5E-84
- František Brož (1896–1962), hudební skladatel, 9A-21
- Josef Brož (1904–1980), malíř, 2A-17
- Terezie Brzková (1875–1966), herečka, 11B-47
- Radoslav Brzobohatý (1932–2012), herec, 7-9
- Emil František Burian (1904–1959), režisér a hudební skladatel, 5CH-173
- Vlasta Burian (1891–1962), herec, 11-80a

## Č
- Josef Čapek (1887–1945), malíř a spisovatel, pouze symbolický hrob v dáli, 8A-27
- Karel Čapek (1890–1938), novinář, spisovatel a dramatik, 12B-47
- Svatopluk Čech (1846–1908), spisovatel, na hrobě portrétní socha od Jakuba Obrovského, 15A-3
- František Čermák (1822–1884), malíř, 5H-140
- Oldřich Černík (1921–1994), komunistický politik, 1968–1970 předseda vlády, na hrobě portrétní busta od Jitky Malované
- Bohuš Černocký (1902–1984), děkan Vyšehradské kapituly, 14-kaple
- Tomáš Černý (1840–1909), právník a pražský primátor, 9A-26
- Jiří Červený (1887–1962), kabaretiér, humorista a spisovatel
- Marie Červinková-Riegrová (1854–1895), spisovatelka, překladatelka, dcera Františka Ladislava Riegra, 14-10

## D
- Stanislav “Wabi“ Daněk (1947–2017), folkový písničkář, tramp, zpěvák a kytarista, 4-63
- Rudolf Deyl mladší (1912–1967), herec, 6A-18
- Rudolf Deyl starší (1876–1972), herec, 6A-18
- Ema Destinnová (1878–1930), operní pěvkyně (Slavín)
- Václav Dobiáš (1909–1978), hudební skladatel, 5E-68
- František Doucha (1810–1884), básník a překladatel, 5B-33
- Josef Drahoňovský (1877–1938), sochař, jeho vlastní sousoší Rozhovor, 12A-32
- Antonín Dvořák (1841–1904), hudební skladatel, hrobka a busta od Ladislava Šalouna, 14-36

## E
- Petr Eben (1929–2007), hudební skladatel, 13-14
- Josef Ehrenberger (1815–1881), spisovatel, kanovník Vyšehradské kapituly, 14-kaple
- Bohumil Eiselt (1831–1908), český lékař, spoluzakladatel Spolku českých lékařů, první česky přednášející lékař na Lékařské fakultě Univerzity Karlovy, 14ark-22
- Josef Emler (1836–1899), historik a pražský archivář, 14-15
- Vojtěch Engelhart (1927–2006), převor-administrátor Emauzského kláštera, A-hrobka Emauzských benediktinů
- Karel Engelmüller (1872–1950), divadelní kritik a historik (Slavín)

## F
- Vlasta Fabianová (1912–1991), herečka, manželka Bohuše Záhorského, 6G-88b
- Josef Farský (1851–1910), sídelní kanovník vyšehradský, 8A-18
- Josef Farský (1826–1889), litograf, 2B-11
- Zdeněk Fibich (1850–1900), hudební skladatel, návrh pomníku Josefa Fanty, 6H-137
- Betty Fibichová (1846–1901), operní pěvkyně, žena Zdeňka Fibicha, 6H-137
- Václav Filípek (1812–1863), národní buditel, spisovatel, překladatel a divadelník, 9-2
- Petr Matěj Fischer (1809–1892), smíchovský starosta, donátor a zakladatel vyšehradského Slavína, 2C-2
- Vlastimil Fišar (1926–1991), herec, na hrobě plastika Olbrama Zoubka, 12A-21
- Zdeněk Folprecht (1900–1961), hudební skladatel a dirigent, 10D-114
- Josef Otakar Forchheim (1843–1907), doktor filosofie a gymnasiální profesor, nejstarší syn J. K. Tyla, 11A-39
- Josef Fořt (1850–1929), politik, reliéfní portrét od Bohumila Kafky, 15-61
- Jaroslav Fragner (1898–1967), architekt (Slavín)
- Josef Jan Frič (1861–1945), botanik, zakladatel hvězdárny v Ondřejově, pomník Josefa Fanty
- Josef Václav Frič (1829–1890), básník a politik, 3D-24
- Bedřich Frida (1855–1918), dramaturg Národního divadla, bratr Jaroslava Vrchlického, 12B-59
- Myrtil Frída (1919–1978), filmový historik, 12B-59
- Božena Fridová (1853–1938), spisovatelka, manželka Bedřicha Fridy, bratra Jaroslava Vrchlického.
- Bedřich Fučík (1900–1984), literární kritik a spisovatel, 6D-48
- Jindřich Fürst (1873–1943), malíř, 13A-8

## G
- Marie Glázrová (1911–2000), herečka, žena Eduarda Hakena, 14-37
- Josef Gočár (1880–1945), architekt (Slavín)
- Nataša Gollová (1912–1988), filmová herečka, 15-28
- František Groh (1863–1940), filolog a vysokoškolský pedagog, 5C-38
- Ludvík Groh (1866–1941), probošt Vyšehradské kapituly, 14-kaple
- Stanislav Gross (1969–2015), předseda vlády České republiky, 6-31
- Josef Gruber (1865–1925), ekonom a vysokoškolský pedagog (Slavín)
- Antonín Grund (1904–1952), literární historik a editor, 10A-2

## H
- Josef Hais Týnecký (1885–1964), spisovatel, 12B-33
- Eduard Haken (1910–1996), operní pěvec, manžel Marie Glázrové, 14-37
- Vítězslav Hálek (1835–1874), básník, 9A-26
- Václav Hanka (1791–1861), knihovník, slavista, editor staročeských a staroslověnských památek, 6B-27
- Kamil Henner (1895–1967), lékař-neurolog a vysokoškolský pedagog, 14-30
- Ljuba Hermanová (1913–1996), herečka, zpěvačka, 6G-88b
- Josef Herold (1850–1908), intendant Národního divadla, 14-49
- Jan Heřman (1886–1946), klavírní virtuos (Slavín)
- Adolf Heyduk (1835–1923), básník, návrh pomníku Josefa Fanty, portrétní deska od Stanislava Suchardy, 3D-23
- Jaroslav Heyrovský (1890–1967), chemik a vysokoškolský pedagog, nositel Nobelovy ceny, pomník podle návrhu B. Hanáka, 13D-28
- Jaroslav Hilbert (1871–1936), dramatik (Slavín)
- Kamil Hilbert (1869–1933), architekt (Slavín)
- Vlasta Hilská (1909–1968), pedagožka a překladatelka, 7-70
- Karel Hladík (1912–1967), sochař, vlastní pomník Katedrála, 8A-14
- Bohumil Hlaváček (1872–1958), sochař, 5F-115
- František Hlaváček (1839–1917), stavitel, architekt, 20-3
- Emil Hlobil (1901–1987), hudební skladatel, portrétní busta od Hedviky Zaorálkové, 7A-44
- Antonín Hnátek (1908–1978), malíř, 10C-75
- Karel Hoffmann (1871–1936), houslista, primárius Českého kvarteta (Slavín)
- Miloslav Holý (1897–1974), malíř, na náhrobku reliéf Smutek od Karla Lidického, 3D-26
- Karel Honzík (1900–1960), architekt (Slavín)
- Josef Hora (1891–1945), básník, novinář a překladatel (Slavín)
- Milada Horáková (1901–1950), právnička a politička, pouze symbolický hrob s bílým náhrobkem Českého svazu bojovníků za svobodu, 6A-1
- Forscheim Horník (1853–1902), herec, 11B-62
- Ignác Hořica (1859–1902), politik a novinář, busta od sochaře Bohumila Kafky, 9D-83
- Jindřich Hořejší (1886–1941), básník, překladatel, 10C-91
- Anna Hostomská (1907–1995), spisovatelka a hudební publicistka, 7A-5
- Karel Höger (1909–1977), herec (Slavín)
- František Hrubín (1910–1971), básník, překladatel a dramatik, 11A-28
- Josef Hubáček (1850–1900), právník a novinář, představitel staročeské strany
- Oldřich Hujer (1880–1942), filolog a vysokoškolský pedagog (Slavín)
- Ilja Hurník (1922–2013), hudební skladatel a klavírista, 13-14
- Václav Husa (1906–1965), historik a vysokoškolský pedagog, 13D-24
- Vojtěch Hynais (1854–1925), malíř, autor opony Národního divadla (Slavín)

## Ch
- Zdeněk Chalabala (1899–1962), dirigent, 13A-10
- Antonín Chittussi (1847–1891), malíř, na hrobě lidový kříž z jižních Čech, 12B-39

## I
- Emil Iserle (1901–1975), právník a herec (pseudonym Jan Pech)

## J
- Boleslav Jablonský (1813–1881), básník a překladatel, plastika Krista od Čeňka Vosmíka, 5B-31
- Otakar Janota (1898–1969), lékař-neurolog a vysokoškolský pedagog, 2A-24
- František Jansa (1833–1905), prezident Vrchního zemského soudu, 10–80
- Jaroslav Jareš (1886–1967), malíř, údajný tvůrce československé vlajky, 8B-35
- Antonín Jedlička (1923–1993), herec, 7A-76
- Jaroslav Jedlička (1891–1974), lékař, zakladatel československé ftizeologie, 15E-49
- Hanuš Jelínek (1878–1944), básník a překladatel, zeť Aloise Jiráska, na hrobě portrétní busta od Karla Lidického, 12A-14
- Božena Jelínková-Jirásková (1880–1951), malířka, dcera Aloise Jiráska, manželka Hanuše Jelínka, 12A-14
- František Věnceslav Jeřábek (1836–1893), dramatik, portrétní reliéf a kříž od Josefa Maudera, 8B-63
- Jan Jeřábek (1831–1894), spisovatel, intendant Národního divadla, pomník podle návrhu Josefa Fanty s plastikou Ukřižování od Ladislava Šalouna, 3A-1
- Josef Jireček (1825–1888), literární historik, 10D-108

## K
- Bohumil Kafka (1878–1942), sochař a medailér (Slavín)
- Josef Kainar (1917–1971), básník, 9A-13
- Julius Kalaš (1902–1967), hudební skladatel, 12A-31
- Jan Kaplický (1937–2009), architekt, 13-12
- Václav Kaplický (1895–1982), spisovatel, 6H-112
- Bedřich Karen (1887–1964), herec, 10A-20
- Mikuláš Karlach (1831–1911), probošt Vyšehradské kapituly, 14-kaple
- Adolf Kašpar (1877–1934), malíř, 10A-3
- Eleonora Kounicová (1809–1898), šlechtična a mecenáška, 3E-35
- Antonín Klášterský (1866–1938), básník a překladatel (Slavín)
- Franta Klátil (1905–1972), novinář a politik, 6A-1
- Jan Klecanda (1855–1920), spisovatel a novinář (Slavín)
- Elmar Klos (1910–1993), filmový režisér, 9D-83
- Jaroslav Kocian (1883–1950), houslový virtuos (Slavín)
- František Kočí (1821–1904), děkan Vyšehradské kapituly, 14-kaple
- Přemysl Kočí (1917–2003), operní pěvec, herec a hudební pedagog, busta od Břetislava Bendy, 6-53
- Zuzana Kočová (1922–1988), herečka, 5CH-173
- Eduard Kohout (1889–1976), herec (Slavín)
- Jára Kohout (1904–1994), herec, 7A-4
- Jan Konstantin (1894–1965), operní pěvec, 7B-57
- Luděk Kopřiva (1924–2004), herec a dabér, 11-19
- Jaroslav Kotas (1909–1981), malíř, portrétní plastika od Jiřího Ducháčka, 6H-121
- Jaroslav Kouřil (1913–1981), kanovník kapituly Všech svatých a vysokoškolský učitel, 14-kaple
- Bohumil Kovařík (1902–1975), kanovník Vyšehradské kapituly, 14-kaple
- František Kovářík (1886–1984), herec, 11A-27
- Vladimír Krajina (1905–1993), botanik a politik, 6A-1
- Josef Kratochvíl (1850–1921), spisovatel, 7A-6
- Josef Král (1853–1917), filolog a vysokoškolský pedagog (Slavín)
- Zdeněk Kriebel (1911–1989), básník, 14-16
- Václav Krolmus (1787–1861), kněz a amatérský archeolog, 5B-8
- Adolf Krössing (1848–1933), operní pěvec a režisér
- Jaroslav Křička (1882–1969), hudební skladatel, 5F-101
- František Křižík (1847–1941), elektrotechnik a vynálezce (Slavín)
- Jan Kubelík (1880–1940), houslový virtuos (Slavín)
- Rafael Kubelík (1914–1996), dirigent a hudební skladatel (Slavín)
- Josef Štefan Kubín (1864–1965), spisovatel, etnograf a sběratel (Slavín)
- Richard Kubla (1890–1964), operní pěvec (Slavín)
- Josef Tapin Kuhn (1801–1866), kněz, děkan Vyšehradské kapituly, národní buditel, 13A-1
- Beneš Method Kulda (1820–1903), kněz, kanovník Vyšehradské kapituly, sběratel moravských pohádek a pověstí, 3A-6
- Vilém Kurz mladší (1872–1945), klavírista a hudební pedagog, plastika lipového listu od Jana Roitha, 6H-131
- Josef Kuzma Novotný (1900–1967), spisovatel, 9A-18
- Jan Kühn (1891–1958), zakladatel a sbormistr Kühnova dětského pěveckého sboru, 5B-9
- Jozef Kvasnica (1930–1992), československý teoretický fyzik, 11-60

## L
- František Langer (1888–1965), spisovatel, pomník se slunečními hodinami podle návrhu Františka Tröstera, 12B-44
- Jan Lauda (1898–1959), sochař (Slavín)
- Marie Laudová-Hořicová (1869–1931), herečka, 9D-83
- Antonín Lenz (1829–1901), spisovatel a probošt Vyšehradské kapituly, 14-kaple
- Josef Lev (1832–1898), operní pěvec, 5D-41
- Václav Levý (1820–1870), sochař, kopie jeho vlastní sochy sv. Jakuba, 2A-28
- Zdeněk Lhota (1896–1926), letec, 6B-37
- Augusta Lhotová (1877–1943), malířka, 6B-37
- Adolf Liebscher (1857–1919), malíř, 15-H
- Gustav Adolf Lindner (1828–1887), vysokoškolský učitel, 5C-21
- Jakub Loukota (1859–1934), spisovatel, 8A-5

## M
- František Maxián (1907–1971), klavírní virtuos (Slavín)
- Karel Emanuel Macan (1858–1925), hudební skladatel, zakladatel slepeckého tisku, 12A-4
- Oto Mádr (1917–2011), kanovník vyšehradské kapituly, apoštolský protonotář, politický vězeň, teolog a vysokoškolský pedagog
- Karel Hynek Mácha (1810–1836), básník, hrob přenesen v roce 1939 z Litoměřic, 10D-126
- Otakar Machotka (1899–1970), sociolog, jeden z vůdců Květnového povstání 1945, 6A-1
- Vincenc Maixner (1888–1946), hudební skladatel a dirigent, pomník podle návrhu Antonína Barvitia s reliéfem Josefa Václava Myslbeka, 5D-51
- Cyprián Majerník (1909–1945), malíř, na hrobě socha Smutek od Karla Lidického, 9D-103
- Jiří Malásek (1927–1983), hudební skladatel a kalvírista, 11A-13
- Jan Malýpetr (1815–1899), tvůrce českého tělovýchovného názvosloví, 6D-48
- Antonín Marek (1785–1877), buditel, kněz, portrétní busta od Josefa Drahoňovského, 10A-23
- Jaroslav Marvan (1901–1974), herec (Slavín)
- Julius Mařák (1832–1899), malíř, 6B-36
- Otakar Mařák (1872–1939), operní pěvec (Slavín)
- Josefina Pepa Mařáková (1875–1907), malířka, 6B-36
- Jiří Mařánek (1891–1959), spisovatel, 5E-73
- Josef Masopust (1931–2015), fotbalista, bronzová plastika od Ondřeje Olivy, 5-75
- Hana Mašková (1949–1972), krasobruslařka, torzo ženského těla od Jana Štursy, 9C-64
- Waldemar Matuška (1932–2009), zpěvák a herec, náhrobek od Kristiana Kodeta, 11-63
- Míla Mellanová (1899–1964), herečka a divadelnice, 14-58
- Jiří Menzel (1938–2020), filmový režisér, herec, scenárista, spisovatel a vysokoškolský pedagog, 13-11
- Josef Mocker (1835–1899), architekt, 3E-41
- Otakar Motejl (1932–2010), právník a politik, 2-24
- Ladislav Mráz (1923–1962), operní pěvec, 5F-92
- Alfons Mucha (1860–1939), malíř (Slavín)
- Jiří Mucha (1915–1991), spisovatel, syn malíře Alfonse Muchy, 5CH-151
- František Muzika (1900–1974), malíř, pomník podle návrhu Milana Hegara, mušle Jana Hány, 6H-124
- Stanislav Muž (1896–1955), operní pěvec, 11B-68
- Antonín Mužík (1845–1877), spisovatel, 5B-30
- Josef Václav Myslbek (1848–1922), sochař (Slavín)

## N
- Václav Bolemír Nebeský (1818–1882), básník, překladatel, busta od Josefa Strachovského, 5D-47
- Karel Nedbal (1888–1964), dirigent a hudební skladatel, 11A-29
- Oskar Nedbal (1874–1930), dirigent a hudební skladatel (Slavín)
- Vladimír Neff (1909–1983), spisovatel, 5D-52
- Vít Nejedlý (1912–1945), hudební skladatel, 5D-58
- Zdeněk Nejedlý (1878–1962), historik a politik, 5D-58
- Božena Němcová (1820–1862), spisovatelka, portrét na náhrobku od Václava Seidana, reliéfní plaketa od Tomáše Seidana, 2B-12
- Jan Neruda (1834–1891), básník, 3D-25
- Vítězslav Nezval (1900–1958), básník, pomník podle návrhu Jaroslava Fragnera, portrétní busta od Otakara Švece, 5D-48
- Alfred Nikodém (1864–1949), sportovec a průkopník zimního plavání
- Jan V. Novák (1853–1920), literární historik (Slavín)
- Karel Novák (1891–1955), sochař, 11A-24
- Ladislav Novák (1872–1946), dramatik, na hrobě socha Matka Milosrdenství od Čeňka Vosmíka, 14-29
- Stanislav Novák (1917–2006), kanovník Vyšehradské kapituly, hrobka kapituly
- Vojta Novák (1886–1966), herec a režisér (Slavín)
- Willi Nowak (1886–1977), malíř, 2C-4

## O
- Mirko Očadlík (1904–1964), hudební vědec a vysokoškolský pedagog, 7A-5
- Jaroslav Otčenášek (1909–1972), malíř, 5B-16
- František Ondříček (1857–1922), houslový virtuos a skladatel, portrétní busta od Otakara Španiela, 5D-44
- Otakar Ostrčil (1879–1935), hudební skladatel, portrétní busta od Karla Lidického, 6H-136
- Zdeněk Otava (1902–1980), operní pěvec, 5A-8
- Jan Otto (1841–1916), nakladatel, busta od Josefa Václava Myslbeka, 14-50
- Josef Rössler-Ořovský (1869–1933), zakladatel mnoha sportovních odvětví v zemích Království českého, zakladatel českého olympijského hnutí, Českého Yacht Klubu

## P
- Josef Pašek (1912–1983), probošt Vyšehradské kapituly, 14-kaple
- Jaroslav Paur (1918–1987), malíř, 9A-24
- Vladimír Pecháček (1909–1969), malíř, 3E-36
- Růžena Pelantová (1886–1959), sociální a politická pracovnice, 6A-1
- Antonín Pelc (1895–1967), malíř (Slavín)
- Josef Pelnář (1872–1964), lékař a vysokoškolský učitel, návrh pomníku od Františka Vahaly, sochařská výzdoba Josef Palouš
- Ferdinand Peroutka (1895–1978), novinář, publicista a spisovatel, VI-152
- Ladislav Pešek (1906–1986), herec, 7A-45
- Eliška Pešková-Švandová (1833–1895), herečka, 2A-13
- Josef Bojislav Pichl (1813–1888), spisovatel a lékař, 5C-36
- Josef Ladislav Píč (1847–1911), historik a archeolog (Slavín)
- Ludvík Podéšť (1921–1968), hudební skladatel, plastika Bílé tulipány Vladimíra Preclíka, 8B-62
- Aleš Podhorský (1900–1964), herec a divadelní režisér, 10D-108
- Marie Podvalová (1909–1992), operní pěvkyně, 14ark-15
- Karel Pokorný (1891–1962), sochař, 3C-18
- Jaroslav Pospíšil (1812–1889), knihtiskař a nakladatel, 8A-27
- Jaroslav Preiss (1870–1946), národohospodář, ředitel Živnostenské banky, portrétní busta od Karla Dvořáka
- Gabriela Preissová (1862–1946), spisovatelka, 15H
- Jan Svatopluk Presl (1791–1849), přírodovědec, tvůrce českého přírodovědného názvosloví, 3E-34
- Karel Bořivoj Presl (1794–1852), botanik a lékař, profesor KU, 3E-34
- Jaroslav Průcha (1898–1963), herec, busta od Karla Hladíka, 6H-113
- Karel Ptáčník (1921–2002), spisovatel, 13-26A
- Ferdinand Pujman (1899–1961), divadelní režisér (Slavín)
- Marie Pujmanová (1893–1958), spisovatelka (Slavín)
- Jan Evangelista Purkyně (1787–1869), lékař a přírodovědec, pomník dle návrhu Jiřího Pacolda, sochařská výzdoba Antonín Popp, 5D-59
- Karel Purkyně (1834–1868), malíř, 2A-28

## Q
- Ladislav Quis (1846–1913), básník, portrétní plaketa od R. Čermáka, 12B-52

## R
- Vlastimil Rada (1895–1962), malíř, náhrobek podle návrhu Otto Rothmayera, 9D-87
- Anna Rajská-Turnovská (1822–1903), herečka, matka osmi dětí Josefa Kajetána Tyla, 10C-75
- Vladimír Ráž (1923–2000), herec, 11a-17
- Bohuslav Rieger (1857–1907), právník a vysokoškolský pedagog, 14-10
- František Ladislav Rieger (1818–1903), politik, zeť Františka Palackého, 14-10
- Ladislav Svante Rieger (1916–1963), fyzik a matematik, 14-10
- František Roland (1888–1967), herec, 6D-55
- Jan Rosůlek (1900–1990), architekt, kněz, administrátor u sv. Michala v Podolí, 15-jeptišky
- Marie Rosůlková (1901–1993), herečka, jeptišky-střed, v hrobce sester řádu Voršilek
- Jan Jiří Rückl (1900–1938), politik, diplomat a podnikatel, v hrobce rodiny Kolářových
- Vojtěch Ruffer (1790–1870), historik Vyšehradu a probošt Vyšehradské kapituly, 14-kaple
- Jana Rybářová (1936–1957), filmová herečka, plastika Zamyšlená od Jana Hány, 5H-141
- Jan Rypka (1886–1968), orientalista a vysokoškolský pedagog, 10D-124

## Ř
- Čestmír Řanda (1923–1986), herec a režisér, 10D-129

## S
- Benedikt Sauter (1835–1908), opat Emauzského kláštera, A-hrobka Emauzských benediktinů
- Alois Sedláček (1852–1922), herec, 10B-33
- Andula Sedláčková (1887–1967), herečka, 10B-33
- Jaroslav (Jára) Sedláček (1884–1927), herec, 10B-33
- Marcella Sedláčková (1926–1969), herečka, 10B-33
- Bernard Otto Seeling (1850–1895), sochař, 3D-22
- František Sequens (1836–1896), malíř, 8A-28
- Josef Sekera (1897–1972), spisovatel, 8A-12
- Zdeněk Servít (1913–1986), lékař a vysokoškolský pedagog, 10B-48
- Marian Schaller (1892–1955), kněz, emauzský benediktin, odborník na liturgiku, oběť komunismu, A-hrobka Emauzských benediktinů
- Olga Scheinpflugová (1902–1968), herečka a dramatička, manželka Karla Čapka, 12B-47
- Žofie Schwarzová (1854–1902), dcera Bedřicha Smetany, 7B-95
- Vladimír Schwarzenberg (1909–1969), malíř, 3E-36
- Josef Schulz (1840–1917), architekt, 15G
- František Skácelík (1873–1944), spisovatel, 7B-83
- Jindřich Skopec (1873–1924), archivář, 5A-1
- Josef Slavík (1806–1833), houslový virtuos, 9D-97
- Anna Slavíková-Jordanová (1877–1948), operní pěvkyně, 7A-8
- Josef Václav Sládek (1845–1912), básník a překladatel (Slavín)
- Václav Smetáček (1906–1986), dirigent, 7A-28
- Bedřich Smetana (1824–1884), hudební skladatel, návrh pomníku Josefa Fanty, C5-40
- Vladimír Srb (1856–1916), pražsklý primátor, 15H
- Josef Srb-Debrnov (1836–1904), hudebník, 11B-74
- Anna Srbová-Lužická (1836–1920), spisovatelka, 15h
- Bohumil Stašek (1886–1948), politik, probošt Vyšehradské kapituly, 6B-32
- Cyril Stavěl (1921–1990), převor-administrátor Emauzského kláštera, A-hrobka Emauzských benediktinů
- Miloslav Stingl (1930–2020), cestovatel, etnograf a spisovatel, 15-37
- Jan Strakatý (1833–1891), herec, 10C-72
- Karel Strakatý (1804–1868), operní pěvec, 10C-72
- Antonín Strnadel (1910–1975), malíř (Slavín)
- Josef Strnadel (1912–1986), spisovatel, 10D-144
- Antonín Ludvík Stříž (1888–1960), překladatel, kanovník Vyšehradské kapituly, 14-kaple
- František Stupka (1879–1965), dirigent, busta od Karla Otáhala, 11B-69
- Anna Suchánková-Mlynářová (1888–1969), herečka, 14-45
- Stanislav Sucharda (1866–1916), sochař, plastika vlastní, návrh pomníku J. Machoně, 7A-3
- Josef Suk (1929–2011), houslista, vnuk skladatele Josefa Suka a pravnuk Antonína Dvořáka
- Josef Svátek (1835–1897), spisovatel a historik, 8A-29
- František Xaver Svoboda (1860–1943), spisovatel (Slavín)
- Ludvík Svoboda (1903–1977), filosof a vysokoškolský pedagog, 6H-107
- Blanka Svobodová (1911–1960), operní pěvkyně, 6H-126
- Růžena Svobodová (1868–1920), spisovatelka (Slavín)
- Alois Svojsík (1875–1917), cestovatel, 15G
- Antonín Benjamin Svojsík (1876–1938), zakladatel československého skautingu, busta od Jiřího Ducháčka, 15G
- Gustav Armin Svojsík (1879–1940), operní pěvec, 15G
- Karel Svolinský (1896–1986), malíř, 5D-41
- Světla Svozilová (1906–1970), herečka, 8A-3
- Vladimír Sychra (1903–1963), malíř, pomník Noc Josefa Wagnera, 13B-15

## Š
- Vladislav Šak (1894–1977), dirigent a hudební skladatel, 14-4
- Ludvík Šalda (1887–1961), kamenosochař, portrétní reliéf od Bohumila Kafky, 6B-41
- Ladislav Šaloun (1870–1946), sochař (Slavín)
- Přemysl Šámal (1867–1941), kancléř prezidenta T. G. Masaryka a E. Beneše, československý odbojář, 10A-2
- Václav Šebek (1901–1980), lékař a porodník, 13A-2
- Josef Šíma (1889–1970), papežský prelát, 6A-3
- Valentin Šindler (1885–1957), herec, 15E
- Eduard Šittler (1864–1932), archeolog, historik umění, kanovník Vyšehradské kapituly, 14-kaple
- Jakub Škarda (1818–1894), právník a intendant Národního divadla, náhrobek a alegorické sochy od Antonína Poppa, 14-11
- Jan Karel Škoda (1810–1876), kněz, spisovatel a pedagog, 5B-29
- Vladimír Šmeral (1903–1982), herec, 11A-15
- Otakar Španiel (1881–1955), sochař a medailér, na náhrobku jeho vlastní medaile s portrétem ženské hlavy, 3D-27
- Václav Špála (1885–1946), malíř (Slavín)
- Helena Šrámková (1883–1974), malířka, 11A-30
- Pavel Štěpán (1925–1998), klavírista, 6H-131
- Václav Štěpán (1889–1944), klavírista a hudební skladatel, 6H-131
- František Štěpánek (1912–1982), čestný předseda spolku Vltavan Praha, 5CH-145
- Zdeněk Štěpánek (1896–1968), herec (Slavín)
- Ilona Štěpánová-Kurzová (1899–1975), klavíristka, 6H-131
- Jiřina Štěpničková (1912–1985), herečka, 5-142
- Václav Štulc (1814–1887), básník, překladatel, probošt Vyšehradské kapituly, 14-kaple
- Jan Štursa (1880–1925), sochař (Slavín)
- Max Švabinský (1873–1962), malíř, busta od Jana Štursy, 3C-19
- Pavel Švanda ze Semčic (1825–1891), herec, zakladatel Švandovy arény, 2A-16

## T
- Ferdinand Tadra (1844–1910), historik, 15C
- Valtr Taub (1907–1982), herec, 12B-40
- Josef Teige (1862–1921), archivář a historik, 14-12
- Karel Teige (1891–1965), fyzik a vysokoškolský pedagog, 14-12
- Karel Teige (1900–1951), spisovatel, kritik a teoretik umění, syn Josefa Teigeho, 14-12
- Helena Teigová (1902–1986), překladatelka, manželka Karla Teigeho, 14-12
- František Tetauer (1903–1954), spisovatel, 11B-64
- Hanuš Thein (1904–1974), režisér a operní pěvec, 6H-114
- Josef Toman (1899–1977), spisovatel, 12A-21
- Karel Toman (1877–1946), básník (Slavín)
- Václav Vladivoj Tomek (1818–1905), historik (Slavín)
- Josef Träger (1904–1968), herec a divadelní kritik, 8A-24
- Alois Pravoslav Trojan (1815–1893), právník a politik, 99-9
- František Tröster (1904–1968), scénograf, plastika z řeckého písmene omega B. Hanáka, 7A-23
- Václav Beneš Třebízský (1849–1884), spisovatel, pomník Žal od Františka Bílka, 5B-32
- Josef Ladislav Turnovský (1838–1901), spisovatel a herec, spolupracovník Josefa Kajetána Tyla, 10C-75
- Eliška Tylová (1850–1907), herečka, dcera Josefa Kajetána Tyla, 10C-75

## U
- Kamila Ungrová (1887–1972), operní pěvkyně (Slavín)
- František Urban (1868–1919), malíř, 11B-54
- Marie Urbanová-Zahradnická (1868–1945), malířka, 11B-54

## V
- Karel Vacek (1902–1982), hudební skladatel, 1A-22
- Josef Vajs (1865–1959), filolog a vysokoškolský pedagog, 5B
- Václav Vajs (1882–1948), spisovatel, děkan u sv. Jana na Skalce, 6H-109
- Bedřich Vaníček (1885–1955), malíř, 7B-96
- Rudolf Leo Vašata (1888–1953), hudební skladatel, 9D-106
- Antonín Vávra (1847–1932), operní pěvec, 1A-18
- Bohumil Vávra (1888–1968), herec, 2A-18
- Jaroslav Vávra (1895–1960), herec, 2A-18
- Josef Vávra (1838–1912), spisovatel, 8A-12
- Karel Vávra (1884–1931), herec a divadelní režisér, 2A-18
- Čeněk (Vincenc) Vávra (1828–1873), politik, vinohradský starosta, 2A-18
- Anna Vávrová (1884–1970), operní pěvkyně, 2A-18
- Vítězslav Vejražka (1915–1973), herec (Slavín)
- Karel Alois Vinařický (1803–1869), spisovatel, básník, překladatel, kanovník Vyšehradské kapituly, 14-kaple
- Karla Vobišová (1887–1961), sochařka, 6A-8
- Václav Vojtíšek (1883–1974), vysokoškolský pedagog a pražský archivář, portrétní medailon od Josefa Šejnosta, 11A-35
- Boleslav Vomáčka (1887–1965), hudební skladatel, portrétní busta od Ladislava Pichla, 6H-130
- Jaroslav Vopravil (1917–1977), redaktor a spisovatel, předseda spolku Vltavan Praha, 5F-102
- Václav Vorlíček (1930–2019), režisér a scenárista, 7-27
- Josef Vraštil (1878–1944), historik a překladatel, člen Tovaryšstva Ježíšova, 5B-26
- Alena Vrbová (1919–2004), spisovatelka a lékařka, portrétní reliéf od Jana Třísky, 10-111
- Jaroslav Vrchlický (1853–1912), básník, dramatik a překladatel (Slavín)
- Ladislav Vycpálek (1885–1969), hudební skladatel, busta od Karla Lidického, 12A-24
- Václav Vydra (1876–1953), herec a ředitel Národního divadla, busta od Karla Dvořáka, 7A-14
- Arnošt Vykoukal (1879–1942), opat Emauzského kláštera, oběť nacismu, pouze symbolický hrob, A-hrobka Emauzských benediktinů

## W
- Antonín Wiehl (1846–1910), architekt, vlastní pomník a reliéf Madona, 14-13
- Richard Wiesner (1900–1972), malíř, plastika ženy Josefa Wagnera, 10-12
- Frank Wollman (1888–1969), slavista, 6H-106
- Josef Wohanka (1842–1931), šlechtitel, obchodník, politik, 14-33

## Z
- Adolf Zábranský (1909–1981), malíř, 5F-107
- Hana Zagorová (1946–2022), zpěvačka, 9-50
- Bohuš Záhorský (1906–1980), herec, manžel Vlasty Fabianové, 5D-53
- František Zákrejs (1839–1907), spisovatel, literární kritik, 12A-12
- František Zálešák (1890–1941), sochař, 10B-30
- Štěpán Zálešák (1874–1945), sochař, plastika na biblický motiv od Štěpána Zálešáka, 9C-81a
- Vilém Závada (1905–1982), básník, 6E-66
- Václav Zelený (1825–1875), politik, novinář a pedagog, 13-19
- Petr Zenkl (1884–1975), politik, pražský primátor a ministr, 6A-1
- Julius Zeyer (1841–1901), básník, spisovatel a překladatel (Slavín)
- František Zikmund (1893–1955), malíř, portrétní busta od Ladislava Pichla, 6H-112
- Václav Zítek (1932–2011), operní pěvec, 6-88
- Vilém Zítek (1890–1956), operní pěvec (Slavín)
- Helena Zmatlíková (1923–2005), malířka a ilustrátorka, 10-43
- Josef Zvěřina (1913–1990), katolický publicista a vysokoškolský hodnostář, 15-jeptišky

## Ž
- Blahomír Žahour (1889–1972), pedagog, zakladatel městské galerie ve Vodňanech

## Informační tabule

Informační tabule
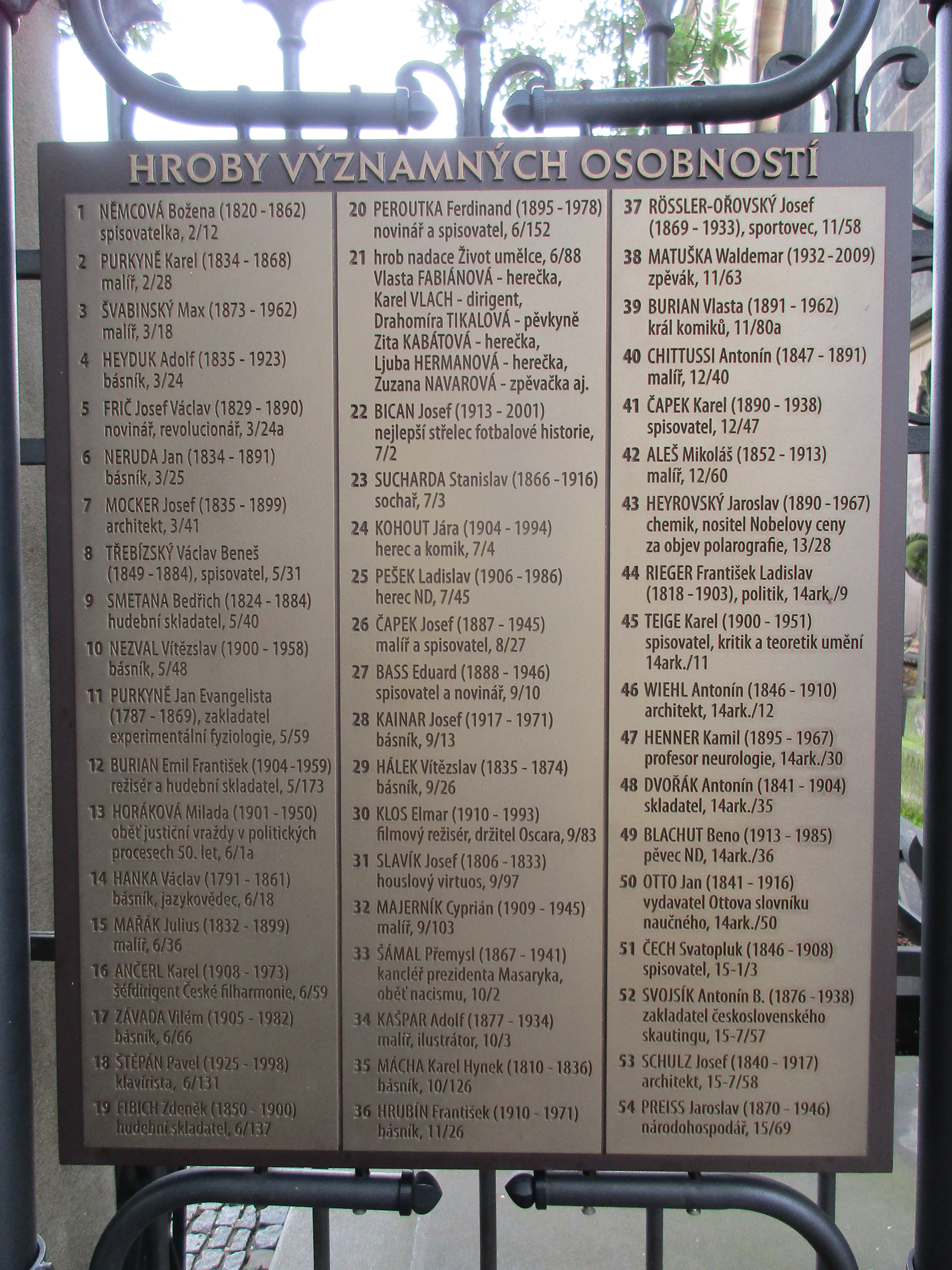
Seznam vybraných osobností
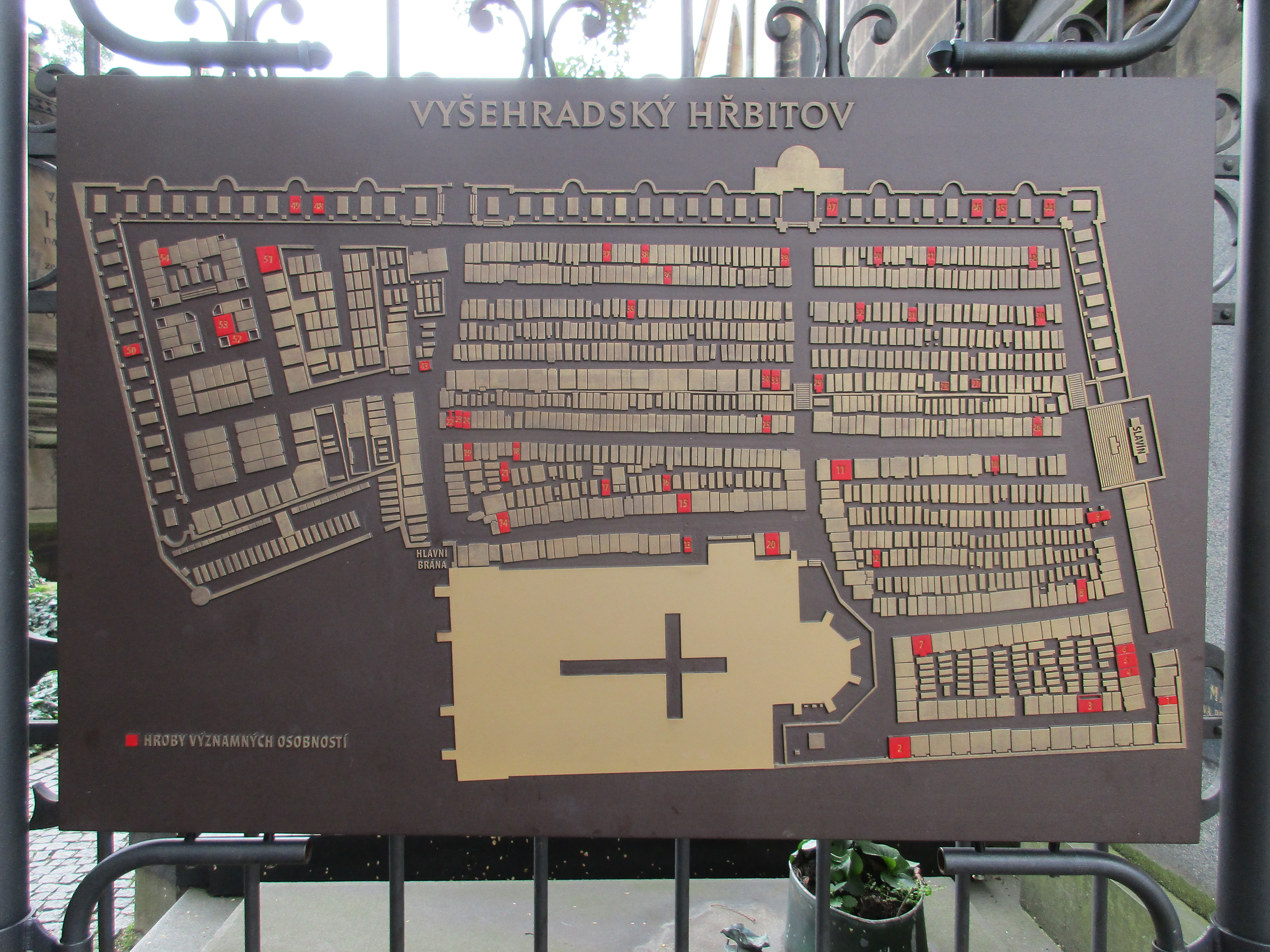
Informační plánek hřbitova
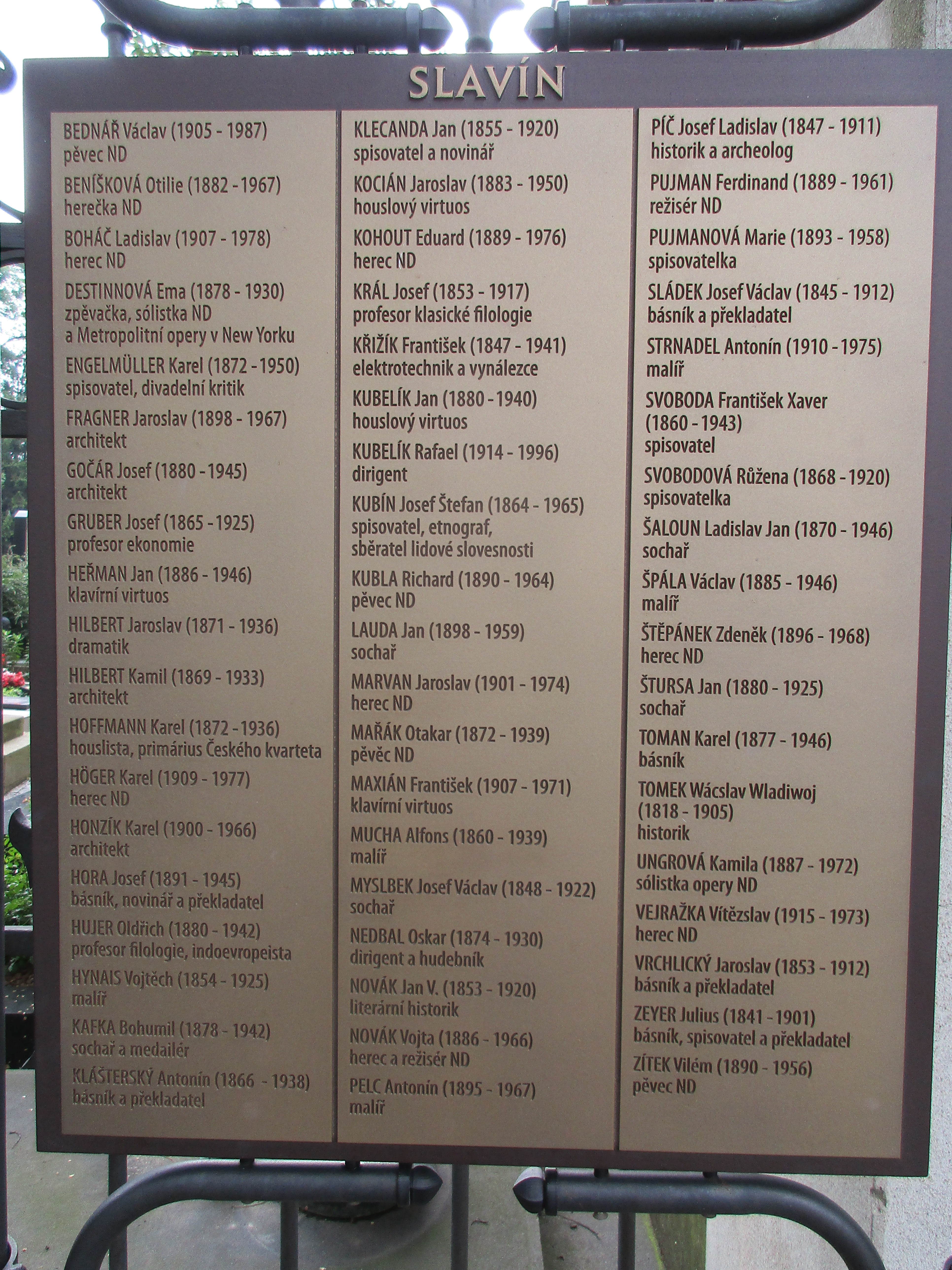
Seznam vybraných osobností – Slavín